# Gaston-Henri Billotte
Gaston-Henri Billotte, född 10 februari 1875, död 23 maj 1940, var en fransk militär. Han blev general 1927 och är mest känd för att ha fört befäl över 1er Groupe d'Armées under den tyska invasionen av Frankrike i maj 1940. Han avled i en bilolycka mitt under invasionen.